# Luchthaven Kraków-Balice
Luchthaven Kraków-Balice, officiële naam Internationale luchthaven Johannes Paulus II Kraków-Balice (Pools: Międzynarodowy Port Lotniczy im. Jana Pawła II Kraków-Balice) (IATA: KRK, ICAO: EPKK) is, op die van Warschau na, de grootste luchthaven van Polen, gelegen nabij Kraków.
Het vliegveld ligt in het Zuid-Poolse dorp Balice, tien kilometer ten westen van het centrum van Kraków. Het opende in 1964 en verving het uit de Oostenrijk-Hongaarse tijd stammende vliegveld Kraków-Rakowice-Czyżyny. Het werd genoemd naar het dorp Balice. In 1995 werd het vliegveld vernoemd naar Paus Johannes Paulus II, die voordat hij in 1978 paus werd aartsbisschop was van Kraków.
Het vliegveld heeft vijf gates en één aankomsthal. Bij de hoofdingang ligt een busstation; op enkele minuten per pendelbus het tijdelijke treinstation Kraków-Balice, waarvandaan om het half uur pendeltreinen vertrekken naar het centrale station van Kraków (Kraków-Glowný).
Binnen honderd kilometer van het vliegveld wonen ruim acht miljoen mensen.

## Bereikbaarheid

### Bus
De bussen met nummer 208 en 292 die overdag rijden en buslijn 902 die 's nachts rijdt, vertrekken vanaf het centrale busstation en vanaf het centraal station van Krakau.

### Trein
De trein Balice Express vanaf Station Kraków Główny geeft rechtstreeks verbinding naar station Kraków Balice. De rit duurt 20 minuten.

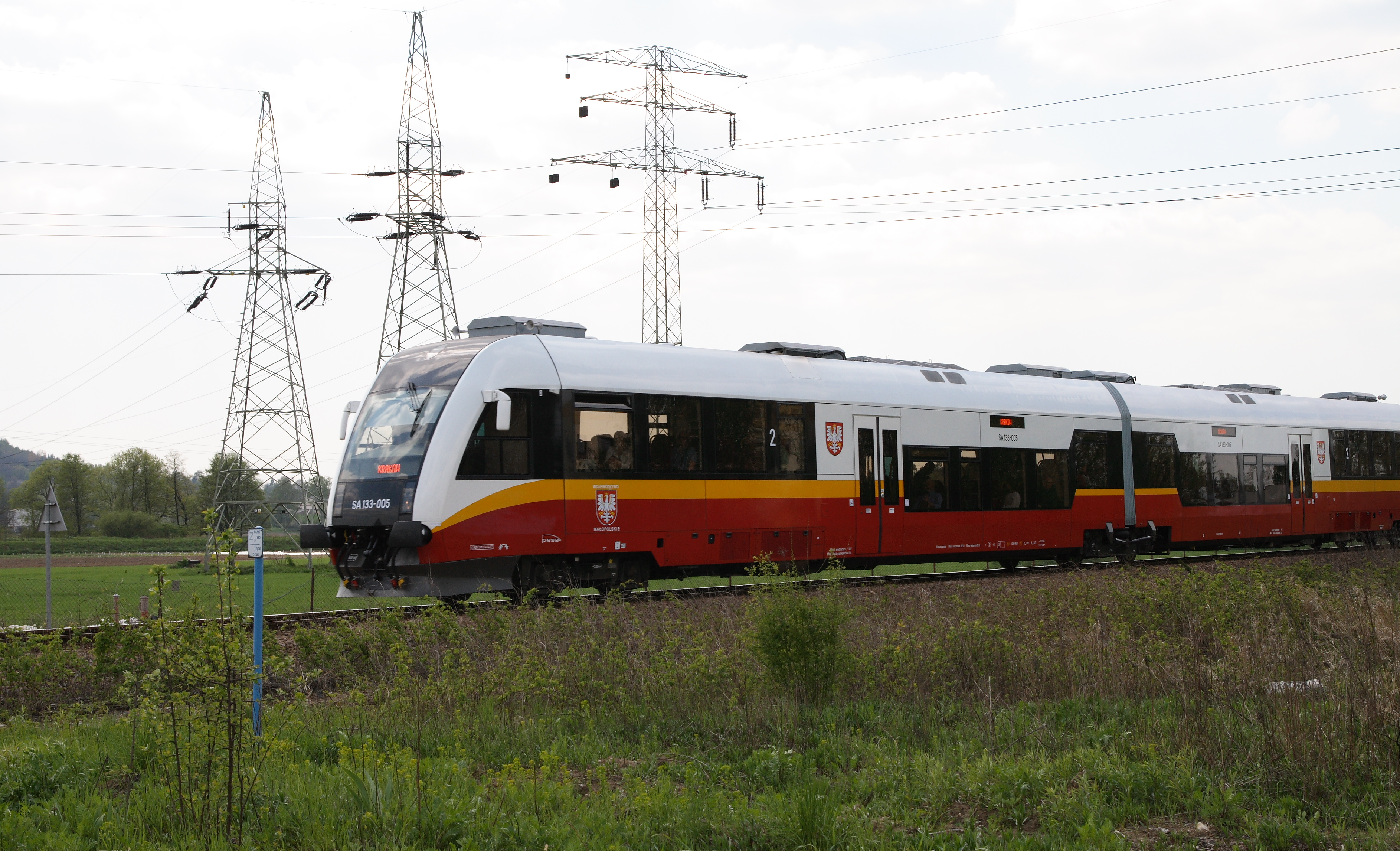
PESA trein tussen Station Kraków Główny en Kraków Airport

## Ongelukken en incidenten
- Op 28 augustus 2007 ontploften de voorste banden van een Ryanair-toestel uit Shannon. Er waren geen gewonden, wel moest de luchthaven voor een paar uur gesloten worden en was er een noodevacuatie.

## Luchthavenstatistieken

### Passagiersaantallen
- 2003 - 593 000
- 2004 - 841 000
- 2005 - 1 586 000
- 2006 - 2 367 000
- 2007 - 3 068 000
- 2008 - 2 923 000
- 2009 - 2 680 000
- 2010 - 2 863 000
- 2011 - 3 020 000
- 2012 - 3 440 000
- 2013 - 3 647 616
- 2014 - 3 817 792
- 2015 - 4 221 171
- 2016 - 4 983 645
- 2017 - 5 835 189

### Drukste routes in 2012
- 1.  Londen met 10,7% van de passagiersaantallen,
- 2.  Warschau met 8,5´% van de passagiersaantallen,
- 3.  München met 6,4% van de passagiersaantallen,
- 4.  Frankfurt met 5,7% van de passagiersaantallen,
- 5.  Oslo met 5,4% van de passagiersaantallen,
- 6.  Parijs met 5,3% van de passagiersaantallen,
- 7.  Dublin met 4,8% van de passagiersaantallen,
- 8.  Edinburgh met 3,4% van de passagiersaantallen,
- 9.  Liverpool met 3,4% van de passagiersaantallen,
- 10. Bergamo met 3,2% van de passagiersaantallen.